# Залькалн, Теодор
Теодор (Тедор Эдуардович) Залькалн (латыш. Teodors Zaļkalns), до 1930 — Гринбергс (латыш. Grīnbergs; 1876—1972) — латвийский, советский скульптор-монументалист, педагог. Академик АХ СССР (1947). Герой Социалистического Труда (1971). Народный художник СССР (1957). Один из первых профессиональных латвийских скульпторов.

## Биография

Мемориал
Теодора Залькална
на кладбище Райниса
(скульптор К. Бауманис)

Открытие памятника Огюсту Бланки. Петроград, 2 марта 1919.
Выступает скульптор Т. Залькалн.
Первый справа — А. В. Луначарский.
Фотограф — Я. В. Штейнберг

Родился 18 (30) ноября 1876 года на хуторе Заляйскалнс Рижского уезда (ныне Аллажская волость Сигулдского края, Латвия)).

### Годы обучения
Учился в Аллажской приходской школе, закончил Рижское реальное училище.
В 1893 году поступил в Центральне училище технического рисования (ныне Санкт-Петербургская государственная художественно-промышленная академия имени А. Л. Штиглица), где под руководством академика, действительного члена Императорской Академии художеств Матвея Афанасьевича Чижова, изучал основы реалистического ваяния.
В годы обучения был деятельным членом петербургского кружка соотечественников «Ру́кис» (латыш. Rūķis), разделяя взгляды товарищей на задачи национального искусства.
В 1899 году, как стипендиат училища, вместе со своим однокурсником Густавом Шкилтером продолжил образование в Париже. Занимался в мастерских Огюста Родена, Антуана Бурделя и Анри Дюбуа. Осваивал технику декоративной живописи и гравюры. Изучал египетские каменные скульптуры, выставленные в Лувре.

### Начало творческого пути
С 1903 по 1907 год жил и работал в Екатеринбурге, руководил классом ваяния и композиции в Екатеринбургской художественно-промышленной школе. Как писал Эрнст Неизвестный, училище создавалось при финансовой поддержке его деда — промышленника и мецената. Им же, сюда для преподавания и был приглашён Теодор Гринберг (Залькалн).
В 1907 году приехал в Петроград, где некоторое время работал над модельными скульптурами в ювелирной компании Фаберже.
1907—1909 годы провёл во Флоренции, где сосредоточился на изучении пластики эпохи Возрождения, на обработке мрамора и технологии бронзового литья.
С 1910 по 1919 год преподавал рисунок и скульптурную композицию в Центральном училище технического рисования (после 1917 — Государственные художественно-промышленные мастерские).
С началом Первой Мировой войны в 1914 году подписывал свои работы псевдонимом — «Залькалнс» (латыш. Zaļkalns), что является прямым переводом с немецкого на латышский язык фамилии «Гринберг». В 1930 году творческая подпись становится официальной фамилией скульптора.
В 1918—1919 годах вместе со своими соотечественниками — Эрнестом Шталбергом, Карлом Зале, Густавом Шкилтером, Янисом Тильбергом и Буркардом Дзенисом участвовал в практической реализации ленинского плана монументальной пропаганды. Идея этого начинания заключалась в сооружении новых памятников, соответствующих эмоциональному настрою молодой Советской республики.

Памятник Кронвалду в Сигулде. Бронза, 1938 год

Памятник Р. Блауманису. Рига, 1929 год

В процессе этой работы разработал и установил два памятника — революционеру-демократу Николаю Чернышевскому и участнику Парижской коммуны Огюсту Бланки; создал модели памятников композиторам М. П. Мусоргскому и А. Н. Скрябину, революционеру лейтенанту П. П. Шмидту.

### Возвращение в Латвию
В 1920 году вернулся в Латвию, входил в художественную группу «Садарбс» — одно из первых творческих объединений независимой Латвии.
Автор сборника «Стихотворения», изданного в Риге в 1924 году.
С 1944 года преподавал в Государственной академии художеств Латвийской ССР. Среди его учеников известные скульпторы: Валдис Албергс, Карлис Бауманис, Айвар Гулбис, Валентина Зейле, Леа Давыдова-Медене, Луция Даугавиете, Эрнст Неизвестный, Олег Скарайнис, Владимир Циммерлинг и другие мастера изобразительного искусства.
В 1947 году утверждён в звании профессора, до 1958 года был заведующим кафедрой скульптуры и руководителем мастерской.
Действительный член Академии Художеств СССР (1947).
Избирался депутатом Верховного Совета Латвийской ССР 2-го и 3-го созыва (1947—1955).
Скончался в Риге 6 сентября 1972 года. Похоронен на кладбище Райниса (автор памятника — скульптор Карлис Бауманис).

### Семья
- Двоюродный брат — скульптор Буркард Дзенис (1879—1966), латвийский скульптор. Один из основателей профессиональной латвийской скульптуры.

## Работы

Памятник композитору Альфреду Калныньшу.
Скульптор К. Бауманис, по эскизу Т. Залькална. Гранит, 1979 год

- Памятник композитору Эмилю Дарзиню на кладбище Мартиня в Риге.
 Соавтор — Буркард Дзенис (гранит, бронза, 1913).
- «Стоящая матушка» (диорит, 1915).
- «Сидящая старушка» (1916, гипс; переведена в гранит в 1923).
- Памятник Н. Г. Чернышевскому на Сенатской площади в Петрограде (1918).
- Памятник Огюсту Бланки у Балтийского вокзала в Петрограде (1919).
- Памятник Рудольфу Блауманису в Риге (гранит, 1929).
- Портрет писателя Яниса Акуратера (бронза, 1929).
- Портрет поэтессы Аспазии (бронза, 1931).
- Памятник поэту Янису Поруку на Лесном кладбище в Риге (гранит, 1930).
- Памятная настольная медаль «Янис Порук» (золочёная бронза, 1930).
- Памятник-надгробия поэту Фрицису Барде на кладбище в Умурге (1933).
- Женский торс. Национальный художественный музей, Рига (гранит, 1936)
- Монументально-декоративная фигура свиньи (гранит, 1937)
- Памятник публицисту Атису Кронвалду в Сигулде (бронза, 1938).
- Проект памятника Владимиру Маяковскому в Москве (конкурс, 1941)
- Памятник Ояру Лацису, сыну В. Лациса на кладбище Райниса (гранит, 1945).
- Портрет микробиолога Августа Кирхенштейна (гипс, 1946).
- Бюст Генералисимуса И. Сталина. Национальный художественный музей, Рига (бронза, 1949)
- Портрет астронома, академика Фёдора Блумбаха (терракота, 1951).
- Портрет Малды (бронза, 1956). Награждён медалью на Всемирной выставке в Брюсселе (1958).
- «Разрывающий оковы» (бронза, 1957).
- Портрет композитора Альфреда Калныньша (бронза, 1958).
- Портрет собирателя народных песен Кришяна Барона (бронза, 1967).
- Памятник композитору Альфреду Калныньшу. Скульптор К. Бауманис, по эскизу Т. Залькална (гранит, 1979)
- Памятник Кришяну Барону в Сигулде. Создан в 1956, отлит в бронзе и установлен в «Парке дайн» в 1985 году.

| Медаль «В память VI Праздника песни» (1926). Бронза, позолота. Аверс |  | Медаль «В память VI Праздника песни» (1926). Бронза, позолота. Реверс |  | Памятная настольная медаль «Поэт Янис Порукс» (1930). Бронза, позолота. Аверс |  | Памятная настольная медаль «Поэт Янис Порукс» (1930). Бронза, позолота. Реверс |

| Эскизная модель монеты «20 латов» (1922). Гипс. Аверс |  | Эскизная модель монеты «20 латов» (1922). Гипс. Реверс |  | Монета «20 латов» (2008). По эскизу Т. Залькална. Золото. Аверс |  | Монета «20 латов» (2008). По эскизу Т. Залькална. Золото. Реверс |

## Память

«Теодор Залькалн».
Скульптор Леа Давыдова-Медене (гранит, 1967). Рига

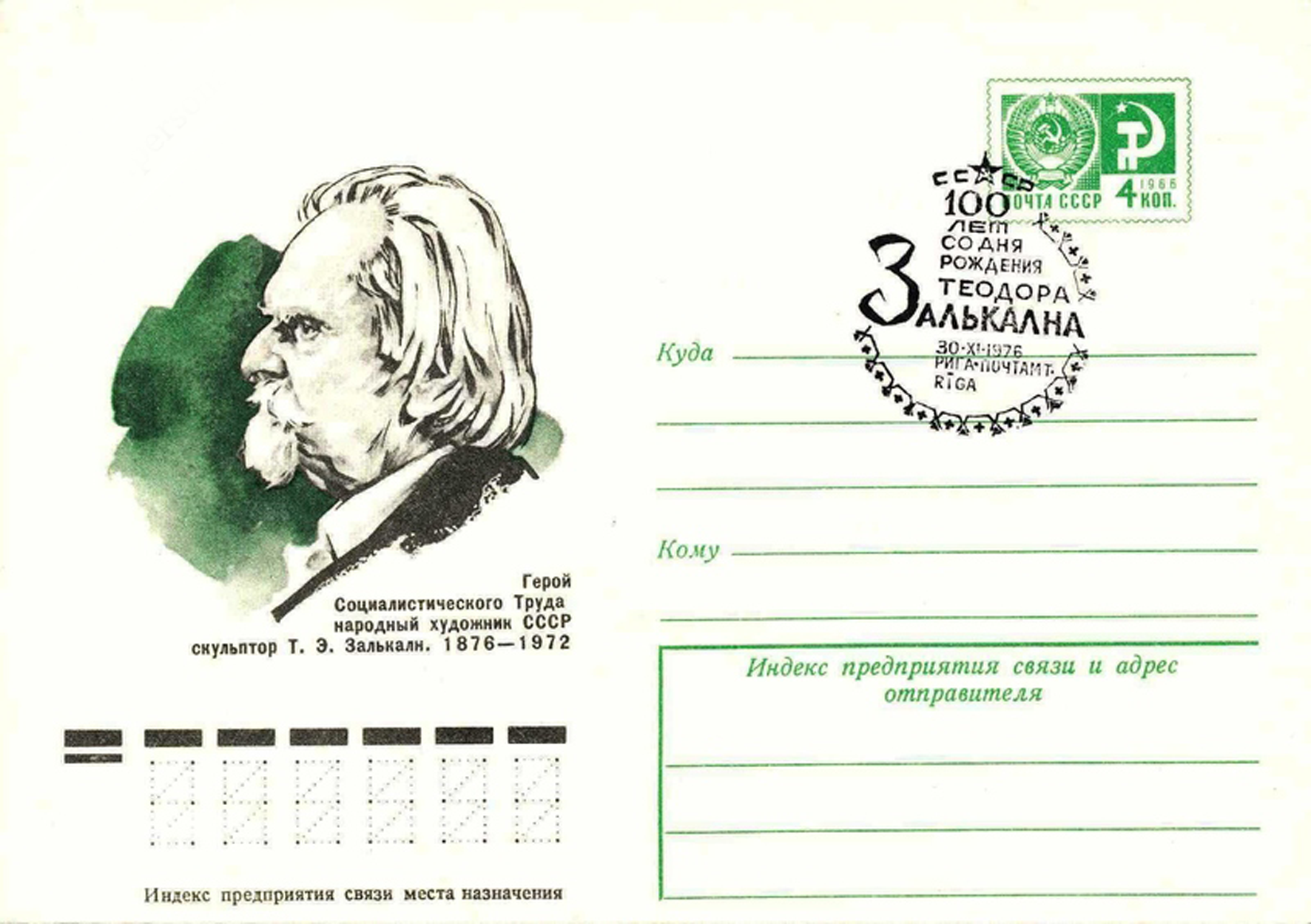
Почтовый конверт к 100-летию Т. Залькална (1976)

Памятник Чернышевскому. Сенатская площадь, Петроград. 1918 год

- В СССР с 1973 по 1988 год имя скульптора носила Государственная академия художеств Латвийской ССР.
- В мастерской скульптора в Риге на улице Бикерниеку, 13, с 1967 по 1994 год был открыт мемориальный музей.
- Улица Цодес (латыш. Codes iela) в Земгальском предместье Риги, выходящая к «Парку каменных скульптур Марупите», с 1980 по 1992 год называлась улицей Т. Залькална[7].
- В 1976 году Почтой СССР был выпущен памятный конверт, посвящённый 100-летию мастера. На рижском Главпочтамте было произведено специальное гашение.
- В Риге, у входа в выставочный центр «Арсенал», установлен гранитный бюст Т. Залькална (1967). Автор произведения — заслуженный деятель искусств Латвийской ССР скульптор Леа Давыдова-Медене.
- В 1978 году на судоверфи в Гданьске был построен теплоход «Скульптор Залькалнс», IMO 7500841, проект В-481 (ПНР), порт приписки — Ленинград[8].
- С 1986 по 1991 год гранитный памятник-бюст Т. Залькалну стоял у здания Академии художеств Латвийской ССР. Скульптор О. Е. Силиньш.
- Дом творчества Союза художников СССР в Юрмале (Дзинтари) носил имя Т. Залькална.
- Образ скульптора запечатлён в произведениях многих мастеров изобразительного искусства — скульпторов: Марии Залькалн (1955), Карлиса Бауманиса (1976); живописца Индулиса Зариньша (1980); графиков: Павла Шиллинговского (1918), Артура Апиниса (1952), Петериса Упитиса (1956) и других.
- В 2008 году Банк Латвии выпустил в обращение памятную золотую монету «20 латов», созданную по модели, разработанной Т. Залькалном в 1922 году. На международном конкурсе «Coin of the Year COTY-2010» эта монета была признана «Монетой года» и «Лучшей золотой монетой» 2008 года[9].

## Награды и звания
- Герой Социалистического Труда (1971)
- Народный художник Латвийской ССР (1945)
- Народный художник СССР (1957)
- Два ордена Ленина (1966, 1971)
- Два ордена Трудового Красного Знамени (1946, 1956)
- Медали СССР